# Agathe Uwilingiyimana
Agathe Uwilingiyimana (Nyaruhengeri, 23 de maio de 1953 – Kigali, 7 de abril de 1994) foi uma proeminante política de Ruanda. Ela foi primeira-ministra de Ruanda de 18 de julho de 1993 até seu assassinato, durante o estágio inicial do Genocídio em Ruanda. Uwilingiyimana foi a primeira e até hoje única mulher a atuar como chefe de governo do país.

## Biografia

### Infância e juventude
Agathe Uwilingiyimana nasceu numa extensa família de fazendeiros Hutus em 23 de maio de 1953, na vila de Nyaruhengeri, localizada a cerca de 140 quilômetros ao sul de Kigali. Logo após seu nascimento, os membros de sua família se mudaram para a região fronteiriça com o Congo Belga, a fim de trabalharem. Sua família retornou a Ruanda quando ela tinha quatro anos. Após se sair bem nos exames da escola pública, ela frequentou a Escola de Ensino Médio Notre Dame des Citeaux, e obteve certificado para lecionar ciências humanas aos vinte anos de idade.
Em 1976, conseguiu um certificado com nota máxima em matemática e química, passando a lecionar matemática numa escola sem fins lucrativos de Butare. Deve-se notar que enquanto a maioria dos africanos com conhecimentos científicos avançados deixam o país ou viram professores universitários, Uwilingiyimana escolheu se tornar professora de ensino médio. Naquele mesmo ano, se casou com Ignace Barahira, um estudante de sua vila. O primeiro filho do casal nasceu mais tarde no mesmo ano. Tiveram, ao total, cinco filhos.
Em 1983, aos trinta anos de idade, Uwilingiyimana começou a dar aulas de química na Universidade Nacional de Ruanda. Isto só foi possível porque Barahira obteve um cargo no laboratório da universidade que era o dobro do salário de um professor de matemática. Ela obteve o título de bacharel em ciência em 1985, e passou a lecionar química nos quatro anos seguintes na escola acadêmica de Butare. A mídia local mais tarde tornou-se bastante crítica do título acadêmico recebido por Uwilingiyimana, uma vez que é difundida na sociedade ruandense a visão de que a ciência deve ser campo de estudo apenas dos homens. A primeira-ministra era alvo frequente de caricaturas em jornais como Umurangi, que a representavam como sendo sexualmente promíscua.

### Carreira política
Em 1986, Uwilingiyimana criou uma sociedade cooperativa de crédito junto com a equipe da escola acadêmica de Butare, e seu papel de destaque na organização de auto-ajuda chamou a atenção das autoridades de Kigali, que queriam nomear funcionários de alto escalão do governo oriundos do sul do país, cada vez mais descontente com as políticas do governo central. Em 1989, ela obteve cargo de diretora no Ministério do Comércio.
Em 1991, com a legalização do multipartidarismo, Uwilingiyimana se juntou ao Movimento Democrático Republicano (MDR), o primeiro partido político de oposição, defendendo que somente a educação poderia resolver os conflitos étnicos no país. No ano seguinte, ela foi nomeada Ministra da Educação por Dismas Nsengiyaremye, o primeiro premiê de oposição, sob um regime negociado de partilha de poder entre o presidente Juvénal Habyarimana e cinco grandes partidos de oposição. Como ministra da educação, ela aboliu a chamada "política de equilíbrio", que dava ao governo o poder de escolher a origem étnica dos estudantes e, na prática, a região de origem dos candidatos. De acordo com o New York Times, esta política fazia com que apenas 8% das crianças de Ruanda tivessem acesso ao ensino médio. O acesso à educação secundária era controlado pelo Movimento Republicano Nacional pela Democracia e Desenvolvimento (MRND), parido do presidente Habyarimana, e as vagas eram oferecidas aos partidários ricos. Esta decisão lhe rendeu a hostilidade de Hutus extremistas; ela foi espancada e estuprada por um capanga do presidente. Após a notícia do ataque a Uwilingiyimana (o estupro, entretanto, foi mantido em segredo), milhares de pessoas saíram às ruas para demonstrar apoio a ela.
Em 17 de julho de 1993, após uma reunião entre o presidente Habyarimana e os cinco partidos de oposição, Agathe Uwilingiyimana tornou-se a primeira mulher em Ruanda e a segunda em toda a África a se tornar premiê, em substituição a Nsensiyaremye, que havia lhe nomeado Ministra da Educação, e cuja exoneração pelo presidente Habyarimana foi bastante impopular entre os outros partidos. Como Uwilingiyimana não possuía a base de poder dos outros candidatos, e não era a candidata preferida por Habyarimana, a maioria dos observadores acredita que a sua nomeação como primeira-ministra baseou-se no cálculo político do presidente de que ela iria dividir a oposição. No dia de sua nomeação, Nsengiyaremye suspendeu a filiação de Uwilingiyimana do MDR, uma vez que este se opunha à formação de um governo interino que excluísse os rebeldes da Frente Patriótica Ruandense (FPR).

#### Acordos de Arusha
O governo Habyarimana-Uwilingiyimana ainda era dominado de forma predominante por Hutus, e teve a difícil tarefa de negociar com sucesso um acordo de paz com os rebeldes da FPR, uma guerrilha formada em sua maioria por Tútsis. Um acordo entre Habyarimana, os cinco partidos de oposição (liderados ostensivamente por Uwilingiyimana) e o FPR, foi finalmente firmado em 4 de agosto de 1993 em Arusha, na Tanzânia.
Sob os Acordos de Arusha, o partido governista de Habyarimana, o MRND lideraria a presidência durante um período transitório, enquanto o primeiro-ministro deveria ser originário do MDR. Uma vez que o MDR havia suspendido a filiação de Uwilingiyimana, o partido escolheu Faustin Twagiramungu (que foi instrumental na suspensão dela) para substituí-la.

#### Primeira-ministra interina
O presidente Habyarimana despediu oficialmente Uwilingiyimana do cargo de primeira-ministra apenas dezoito dias após sua nomeação, mas ela continuou no cargo, na qualidade de primeira-ministra interina, por oito meses, até sua morte em abril de 1994; mesmo sendo execrada por todos os partidos de maioria Hutu, incluindo seu próprio MDR, e o MRND do presidente Habyrimana, que realizou uma conferência de imprensa em janeiro de 1994 atacando Uwilingiyimana por ser uma "trapaceira política".
A posse do Governo de Transição de Base Ampla era para ter ocorrido em 25 de março de 1994. Àquela altura, Uwilingiyimana já deveria ter renunciado em favor de Faustin Twagiramungu, e obtido um posto ministerial de nível inferior no novo governo. No entanto, o FPR não compareceu à cerimônia de posse, adiando a criação do novo regime previsto pelos Acordos de Arusha. Uwilingiyimana firmou um acordo com a guerrilha de que o novo governo seria empossado em breve.

### Assassinato
O processo de paz entre Habyarimana e Uwilingiyimana e a FPR jamais foi concluído, uma vez que o avião presidencial foi abatido por foguetes em torno das 8:30 horas de 6 de abril de 1994. Desde a morte de Habyarimana, até seu assassinato no dia seguinte (aproximadamente 14 horas), o primeiro-ministro Uwilingiyimana foi chefe constitucional do governo de Ruanda. Da morte de Habyarimana até seu assassinato na manhã seguinte (aproximadamente 14 horas depois), a primeira-ministra Uwilingiyimana foi a chefe de Estado de fato de Ruanda, conforme garantia a Constituição.
Em entrevista à Radio France na noite da morte do presidente Habyarimana, Uwilingiyimana disse que iria haver uma investigação imediata sobre as circunstâncias daquele evento. Ela também disse, em suas últimas palavras registradas:
| “ | ...Há tiroteios, as pessoas estão sendo aterrorizadas, as pessoas estão dentro de suas casas deitadas no chão. Estamos sofrendo as consequências da morte do chefe de Estado, acredito. Nós, os civis, não somos de modo algum responsáveis pela morte de nosso chefe de Estado. | ” |

As tropas de paz da ONU enviaram uma escolta belga à casa de Uwilingiyimana pouco antes das 3 horas da manhã seguinte, com o intuito de levá-la para a Rádio Ruanda, de onde ela faria pronunciamento fazendo um apelo à calma nacional. A casa de Uwilingiyimana estava sendo protegida por cinco soldados da tropa de Gana da ONU, do lado de fora, além de dez soldados belgas. Do lado de dentro da casa, a família estava sendo protegida pela guarda presidencial de Ruanda, mas entre 6:55 e 7:15 a guarda presidencial cercou as tropas da ONU, forçando os boinas-azuis a entregarem suas armas, o que aconteceu fatalmente pouco antes das 9:00.
Observando o impasse do lado de fora da casa, Uwilingiyimana e sua família buscou refúgio no complexo de voluntários da ONU em Kigali por volta das oito horas da manhã. Testemunhas oculares para o inquérito sobre as ações da ONU no país relataram que soldados ruandenses entraram no complexo as dez horas, procurando por Agathe Uwilingiyimana. Temendo pela vida de seus filhos, Agathe e o marido saíram do complexo, sendo mortos à queima roupa pela guarda presidencial. Os filhos do casal fugiram, e mais tarde se refugiaram na Suíça. No livro Me Against My Brother, o jornalista Scott Peterson narra que os soldados da ONU designados para protegerem Uwilingiyimana foram castrados, amordaçados com os próprios órgãos genitais, e depois assassinados.
No livro Shake Hands with the Devil, o comandante da ONU Roméo Dallaire conta que Uwilingiyimana e o marido se renderam para salvar seus filhos, que contuinuaram escondidos com sucesso no complexo residencial adjacente ao edifício do Programa das Nações Unidas para o Desenvolvimento. As crianças sobreviveram e foram acolhidas pelo capitão Mbaye Diagne, um observador militar das forças de paz da ONU, que as levou escondido para o Hôtel des Mille Collines. Mais tarde elas foram refugidas na Suíça.
De acordo com a Encyclopædia Britannica o assassinato de Uwilingiyimana e outros políticos Hutus e Tutsis moderados fizeram parte de uma bem sucedida campanha liderada pelos Hutus extremistas para criar um vácuo político no país, permitindo assim, a formação de um governo interino por eles, o que ocorreu em 9 de abril de 1994. Apesar de ser Hutu, Uwilingiyimana recusava a discriminar os Tutsis, o que fazia dela uma ameaça política ao regime.
O major Bernard Ntuyahaga foi indiciado pelo Tribunal Penal Internacional para o Ruanda (TPIR) pelo assassinato de Uwilingiyimana e dos soldados da ONU que guardavam a casa dela, mas as acusações contra ele foram abandonadas. Em 2007, ele foi condenado a vinte anos de prisão pelo assassinato de dez boinas azuis por um tribunal belga, mas foi absolvido pela morte da primeira-ministra. Em 18 de dezembro de 2008, o TPIR condenou o coronel Théoneste Bagosora por genocídio, crimes contra a humanidade e crimes de guerra, e sentenciado à prisão perpétua, em parte devido à sua participação nos assassinatos de Uwilingiyimana e dos soldados de paz belgas.

## Legado
Embora curta, a carreira política de Uwilingiyimana estabeleceu um importante precedente como uma das poucas figuras políticas do sexo feminino na África. Ela foi contemporânea de Sylvie Kinigi, primeira-ministra do Burundi.
Como homenagem à falecida primeira-ministra de Ruanda, o Fórum das Educadoras Africanas criou o Prêmio Agathe de Inovação. O prêmio financia projetos educacionais e de geração de renda visando a melhoria da qualidade de vida de meninas africanas. Uma das fundadoras do Fórum foi justamente Agathe Uwilingiyimana.